# Another Night (bài hát của Real McCoy)
"Another Night" là một bài hát của nhóm nhạc dự án người Đức Real McCoy (hay còn được biết đến như M.C. Sar & The Real McCoy) nằm trong album phòng thu thứ hai của họ Space Invaders (1994) cũng như album đầu tiên của nhóm ở thị trường Hoa Kỳ cùng tên (1995). Nó được phát hành vào ngày 16 tháng 6 năm 1993 như là đĩa đơn đầu tiên trích từ hai album bởi Hansa Records, Bertelsmann Music Group và Arista Records. Bài hát được đồng viết lời và sản xuất bởi Juergen Wind và Frank "Quickmix" Hassas dưới tên gọi chung của cả hai Freshline, bên cạnh sự tham gia hỗ trợ viết lời từ thành viên của Real McCoy Olaf Jeglitza. Được lấy cảm hứng từ bài hát năm 1981 của Roni Griffith "Desire" và bài hát năm 1992 của Captain Hollywood Project "More and More", "Another Night" là một bản Eurodance mang nội dung đề cập đến câu chuyện của một người phụ nữ luôn khao khát được ở bên một người khuyết danh mà cô gặp hàng đêm trong giấc mơ.
Sau khi phát hành, "Another Night" nhận được những phản ứng tích cực từ các nhà phê bình âm nhạc, trong đó họ đánh giá cao giai điệu hấp dẫn và thích hợp với câu lạc bộ, cũng như quá trình sản xuất nó. Ban đầu, bài hát chỉ gặt hái những hiệu ứng nhỏ ở Châu Âu với việc lọt vào top 20 ở Đức nhưng hầu như không thể lọt vào top 100 ở những quốc gia khác. Tuy nhiên, "Another Night" bắt đầu tiếp nhận những thành công về mặt thương mại sau khi thu hút sự chú ý từ Giám đốc điều hành của Arista Records Clive Davis, người lúc đó đang lên kế hoạch quảng bá một dự án âm nhạc châu Âu khác sau thành công của Ace of Base. Nó đã đứng đầu bảng xếp hạng ở Úc và lọt vào top 10 ở nhiều thị trường khác, bao gồm những thị trường lớn như Bỉ, Đan Mạch, Phần Lan, Ireland, Na Uy và Vương quốc Anh. Tại Hoa Kỳ, nó đạt vị trí thứ ba trên bảng xếp hạng Billboard Hot 100 trong 11 tuần không liên tiếp, trở thành đĩa đơn đầu tiên trong sự nghiệp của Real McCoy vươn đến top 5 tại đây.
Hai video khác nhau đã được thực hiện cho "Another Night", trong đó phiên bản châu Âu tập trung khai thác câu chuyện của hai người máy ngoài hành tinh giao tiếp với nhau bằng điện thoại truyền hình, trước khi họ gặp nhau ở cuối video, bên cạnh một phiên bản cho thị trường Hoa Kỳ được đạo diễn bởi Nigel Dick với những cảnh thành viên của nhóm Patricia Petersen đang lái xe quanh thị trấn để gắn áp phích quảng bá chương trình phát thanh của Jeglitza, sau khi cô bị thu hút bởi giọng nói và hình ảnh của anh. Để quảng bá bài hát, Real McCoy đã trình diễn nó trên nhiều chương trình truyền hình và lễ trao giải lớn, bao gồm Des O'Connor Tonight, Top of the Pops và giải thưởng Âm nhạc Thế giới năm 1995, cũng như trong nhiều chuyến lưu diễn của họ. Được ghi nhận là bài hát trứ danh trong sự nghiệp của nhóm, "Another Night đã lọt vào danh sách những tác phẩm Dance xuất sắc nhất thập niên 1990 bởi nhiều tổ chức và ấn phẩm âm nhạc, như BuzzFeed, Idolator, Vibe và Stacker.

## Danh sách bài hát
| Đĩa CD tại Đức (1993) 1. "Another Night" (Radio phối) – 3:57 2. "Another Night" (Club phối) – 5:25 Đĩa CD tại Hoa Kỳ (1994) 1. "Another Night" (Radio phối) – 3:57 2. "Another Night" (Club phối) – 5:44 3. "Another Night" (House phối) – 5:15 4. "Another Night" (Armand's New School phối) – 5:14 | Đĩa CD tại Anh quốc (1994) 1. "Another Night" (Radio phối) – 3:57 2. "Another Night" (Club phối) – 5:25 3. "Another Night" (Armand's Nightmare phối) – 6:37 4. "Another Night" (Armand's New School phối) – 5:14 5. "Another Night" (Black Belt phối) – 6:10 6. "Another Night" (Ragga II House phối) – 5:06 7. "Another Night" (Inferno phối) – 6:24 |

## Xếp hạng
| Bảng xếp hạng (1993-95)             | Vị trí cao nhất |
| ----------------------------------- | --------------- |
| Úc (ARIA)                           | 1               |
| Áo (Ö3 Austria Top 40)              | 30              |
| Bỉ (Ultratop 50 Flanders)           | 4               |
| Canada (RPM)                        | 55              |
| Canada Dance (RPM)                  | 1               |
| Đan Mạch (IFPI)                     | 10              |
| Châu Âu (European Hot 100 Singles)  | 10              |
| Phần Lan (Suomen virallinen lista)  | 6               |
| Pháp (SNEP)                         | 14              |
| Đức (Official German Charts)        | 18              |
| Ireland (IRMA)                      | 6               |
| Hà Lan (Dutch Top 40)               | 13              |
| Hà Lan (Single Top 100)             | 13              |
| New Zealand (Recorded Music NZ)     | 16              |
| Na Uy (VG-lista)                    | 6               |
| Scotland (OCC)                      | 1               |
| Thụy Điển (Sverigetopplistan)       | 22              |
| Thụy Sĩ (Schweizer Hitparade)       | 42              |
| Anh Quốc (OCC)                      | 2               |
| Hoa Kỳ Billboard Hot 100            | 3               |
| Hoa Kỳ Dance Club Songs (Billboard) | 1               |
| Hoa Kỳ Pop Airplay (Billboard)      | 1               |
| Hoa Kỳ Rhythmic (Billboard)         | 5               |

| Bảng xếp hạng (1993)                 | Vị trí |
| ------------------------------------ | ------ |
| Germany (Official German Charts)     | 74     |
| Bảng xếp hạng (1994)                 | Vị trí |
| Canada Dance (RPM)                   | 10     |
| Netherlands (Dutch Top 40)           | 310    |
| UK Singles (Official Charts Company) | 31     |
| US Billboard Hot 100                 | 63     |
| Bảng xếp hạng (1995)                 | Vị trí |
| Australia (ARIA)                     | 5      |
| Belgium (Ultratop 50 Flanders)       | 62     |
| Belgium (Ultratop 50 Wallonia)       | 82     |
| Netherlands (Dutch Top 40)           | 106    |
| New Zealand (Recorded Music NZ)      | 50     |
| Norway Winter Period (VG-lista)      | 12     |
| US Billboard Hot 100                 | 6      |

| Bảng xếp hạng (1990–99) | Vị trí |
| ----------------------- | ------ |
| US Billboard Hot 100    | 51     |

| Bảng xếp hạng            | Vị trí |
| ------------------------ | ------ |
| US Billboard Hot 100     | 117    |
| US Pop Songs (Billboard) | 1      |

## Chứng nhận
| Quốc gia                                                                           | Chứng nhận | Số đơn vị/doanh số chứng nhận |
| ---------------------------------------------------------------------------------- | ---------- | ----------------------------- |
| Úc (ARIA)                                                                          | Bạch kim   | 70.000^                       |
| New Zealand (RMNZ)                                                                 | Vàng       | 5.000*                        |
| Anh Quốc (BPI)                                                                     | Bạc        | 200.000^                      |
| Hoa Kỳ (RIAA)                                                                      | Bạch kim   | 1.000.000^                    |
| * Chứng nhận dựa theo doanh số tiêu thụ. ^ Chứng nhận dựa theo doanh số nhập hàng. |            |                               |